# Charles Campbell
Charles Ralph Campbell (14 dicembre 1881 – 19 aprile 1948) è stato un velista britannico.

## Palmarès

### Olimpiadi
- 1 medaglia:
  - 1 oro (Londra 1908 nella classe 8 metri)